# Ép testben épp, hogy élek
Az Ép testben épp, hogy élek (eredeti cím: Heaven Can Wait) 1978-ban bemutatott amerikai fantasy-filmvígjáték, sportfilm, melyet Warren Beatty és Buck Henry rendezett. A főbb szerepekben Beatty, Julie Christie és Jack Warden látható.
Egy amerikaifutball-játékos, akit egy kezdő angyal véletlenül elvisz a mennyország előcsarnokába, kárpótlásul egy nemrég meggyilkolt milliomos testében térhet vissza az életbe.
1978. július 28-án mutatták be az Amerikai Egyesült Államokban. Összességében pozitív kritikákat kapott, az 51. Oscar-gálán kilenc kategóriában jelölték díjra.

## Cselekmény
Joe Pendleton, a Los Angeles Rams amerikaifutball-csapat hátvédje alig várja, hogy csapatát a Super Bowlba vezesse. Miközben biciklijével egy alagúton halad át, egy túlbuzgó őrangyal, aki első megbízatásán dolgozik, és akit csak A Kísérő néven ismernek, látja, hogy Joe az alagútba tart, és egy nagy teherautó az alagút másik végén Joe és a biciklije felé robog. A Kísérő korán kiszakítja Joe-t a testéből, abban a téves meggyőződésben, hogy Joe meghalt. Joe azonnal megérkezik a mennyország előcsarnokába.
Odaérve nem hajlandó elhinni, hogy lejárt az ideje, és a nyomozás során a titokzatos Mr. Jordan, A Kísérő felettese rájön, hogy igaza van: Joe-nak nem volt elrendelve, hogy 2025 előtt meghaljon. Sajnos a testét elhamvasztották, így új testet kell találni számára, hogy visszatérhessen az életbe. Miután több lehetséges halálra szánt embert is visszautasít, Joe-t ráveszik, hogy fogadja el egy milliomos iparmágnás testét. Leo Farnsworth-ot éppen a fürdőkádjában kábítószerezte és fojtotta vízbe hűtlen felesége, Julia Farnsworth és szeretője, Tony Abbott, Farnsworth személyi titkára.
Julia és Tony összezavarodnak, amikor Leo élve és egészségesen újra felbukkan. Farnsworth házi személyzetét is megzavarják a férfi szokásainak és ízlésének változásai. Farnsworth/Joe még mindig a futballsors megszállottja, megvásárolja a Rams csapatát, hogy irányítóként a Super Bowl-ig vezesse őket. A siker érdekében először meg kell győznie, majd meg kell szereznie régi barátja és edzője, Max Corkle segítségét, hogy új testét formába hozza. Ezzel egy időben beleszeret Betty Loganbe, egy környezetvédelmi aktivistába, akit akkor ismer meg, amikor az eredeti Farnsworth vállalati politikája ellen tiltakozva a küszöbére lépett.
Mivel a Rams hamarosan a Super Bowlban játszik, minden szereplő válsággal néz szembe. Jordan közli Joe-val, hogy neki is le kell mondania Farnsworth testéről. Joe ellenáll, de célozgat Bettyre, hogy egy nap talán találkozik valaki mással, és gondoljon rá. Julia és Abbott folytatják gyilkos terveiket, és Abbott agyonlövi Farnsworth/Joe-t. A Kosok kénytelenek Tom Jarrettet, egy másik irányítót indítani a csúcspontot jelentő meccsen. 
Egy nyomozó, Krim hadnagy kihallgatja a gyanúsítottakat, miközben a tévében nézik a meccset. Corkle segítségével ráveszi Juliát és Abbottot, hogy egymást gyanúsítsák.
Egy brutális ütés után a pályán Jarrett meghal. Jordan segítségével Joe ezután elfoglalja az utolsó holttestét. Megjelenik, amint Jarrett testében életre kel, majd győzelemre vezeti a Kosokat. A csapat meccs utáni ünneplése közben Corkle megtalálja Joe-t, és amikor rájön, hogy ő az, érzelmesen megölelik egymást.
Miközben Joe-val interjút készítenek a televízióban, Jordan közli vele, hogy ahhoz, hogy Tom Jarrettként élhessen, el kell veszítenie Joe Pendleton életének emlékeit. Ahogy Mr. Jordan eltűnik, Tom/Joe zavarba jön. Corkle később megkeresi Joe-t az öltözőben, és megdöbbenve veszi észre, hogy Joe emlékei  „elhagyták” Tomot.
Jarrett a stadionból való távozás közben összefut Bettyvel. Beszélgetésbe elegyednek, és úgy tűnik, mindketten felismerik a másikat, de nem tudják, honnan. A stadionban kialszanak a fények, amikor kilépnek a helyszínről, és Tom mond valamit, ami Bettyt Farnsworth/Joe-ra emlékezteti. Ez visszhangzik a film korábbi részében, amikor Joe arra kérte Bettyt, hogy figyeljen és ismerjen fel valamit/valakit egy idegenben, akivel egy nap találkozhat. Tom megkéri a lányt, hogy menjen vele kávézni, és a lány elfogadja.

## Szereplők
| Karakter      | Színész        | Magyar hang    |
| ------------- | -------------- | -------------- |
| Joe Pendleton | Warren Beatty  | Bozsó Péter    |
| Mr. Jordan    | James Mason    | Szokolay Ottó  |
| Betty Logan   | Julie Christie | Spilák Klára   |
| Max Corkle    | Jack Warden    | Beregi Péter   |
| Tony Abbott   | Charles Grodin | Józsa Imre     |
| A kísérő      | Buck Henry     | Harsányi Gábor |
| Sisk          | Joseph Maher   | Schnell Ádám   |

A filmben több korábbi Los Angeles Rams-játékos is feltűnik, köztük Deacon Jones, Les Josephson, Jack T. Snow, Jim Boeke és Charley Cowan.
Az egykori játékosok mellett néhány ismert sportriporter is szerepel. Curt Gowdy és Al DeRogatis hallható a Super Bowl play-by-play kommentálásában. Dick Enberg a Joe Pendleton/Tom Jarrett mérkőzés utáni interjút vezeti.
Beatty keményen lobbizott azért, hogy Cary Grant elvállalja Mr. Jordan szerepét, egészen odáig ment, hogy Grant volt felesége, Dyan Cannon, aki Julia Farnsworth szerepét alakítja, sürgette őt, hogy vállalja el a szerepet. Bár Grantet elcsábították, végül úgy döntött, hogy nem hagyja abba a filmezéstől való visszavonulását.

## A film készítése
Beatty eredetileg Muhammad Alit szerette volna a főszereplőnek, de mivel Ali továbbra is az ökölvívás mellett kötelezte el magát, Beatty a karaktert bokszolóról amerikai futballistára cserélte, és maga játszotta el a karaktert. A hangszer típusa is változott; a Zűrzavar a mennyországban című filmben Pendleton a The Last Rose of Summer című számot altszaxofonon, az 1978-as filmben pedig szopránszaxofonon játssza a Ciribiribin című számot. A Farnsworth-kastélyban Joe és a szolgák komikus edzésjelenete, valamint a Farnsworth-al való későbbi gyakorlása alatt Händel F-dúr 3. szonátája szól, Paul Brodie (szopránszaxofon) és Antonin Kubalek (zongora) előadásában. A főcímdal a "Heaven Can Wait" dal Dave Grusin és a Londoni Szimfonikus Zenekar előadásában. Neil Diamond kifejezetten a filmhez komponálta a "Heaven Can Wait" című dalt, amely szerinte jó főcímdal lenne, de Beatty elutasította a felhasználását. Paul McCartney és a Wings "Did We Meet Somewhere Before?" című dalát is fontolóra vették a film betétdalaként, de elutasították. Később a Rock 'n' Roll High School (1979) című filmben jelent meg.
A Super Bowl mérkőzést (Pittsburgh Steelers - Rams) a San Diego Chargers - Los Angeles Rams előszezon mérkőzés félidejében vették fel a Los Angeles Memorial Coliseumban 1977. szeptember 1-jén. (Körülbelül másfél évvel a film bemutatása után, 1980 januárjában a Rams és a Steelers a valóságban is találkozott a Super Bowl XIV-ben).
A Farnsworth-kúriaként használt birtokot a Filoli-kúriában forgatták, amely a kaliforniai Canada Roadon, Woodside-ban található, a 280-as főút mellett, San Francisco és San Jose között. Egy másik forgatási helyszín, bár rövid ideig, a Los Angeles-i Evergreen temetőben volt, a gótikus kőkápolna melletti területen, abban a jelenetben, amikor Joe felfedezi, hogy a testét elhamvasztották és a temető területén szórták szét.
A filmben használt futballstadion a Los Angeles Rams csapat otthona volt a Los Angeles Memorial Coliseumban (Los Angeles Memorial Coliseum, 3911 South Figueroa Street, Exposition Park, Los Angeles).

## Fordítás
- Ez a szócikk részben vagy egészben  a   Heaven Can Wait (1978 film) című angol Wikipédia-szócikk fordításán alapul.  Az eredeti cikk szerkesztőit annak laptörténete sorolja fel. Ez a jelzés csupán a megfogalmazás eredetét és a szerzői jogokat jelzi, nem szolgál a cikkben szereplő információk forrásmegjelöléseként.